# Deutsche Humanitäre Stiftung
Die Deutsche Humanitäre Stiftung (DHS) ist eine rechtsfähige Stiftung des privaten Rechts und eine private Initiative zur Kinder-, Flüchtlings- und Katastrophenhilfe mit Augenmerk auf Kinderpatenschaften.
Sie arbeitet nach eigenen Angaben politisch und konfessionell unabhängig und verfolgt keine kommerziellen Ziele. Die Stiftung ist unter staatlicher Aufsicht und Mitglied im Bundesverband Deutscher Stiftungen.
Die Stiftung wurde 1991 als Verein gegründet und 1994 in eine Stiftung umgewandelt.
Sitz der Stiftung ist Wiesbach (Pfalz).

## Projekte
Die Stiftung hat nach eigenen Angaben feste Projekte in Mexiko, Georgien und den Philippinen. Sie führt zeitlich befristete Sonderprojekte durch, wie z. B. die Kosovohilfe und die Hochwasserhilfe 2002.
Die Stiftung hat acht feste Mitarbeiter. Diese arbeiten in Mexiko, Georgien und den Philippinen sowie im Projektbüro in Deutschland. Zur Ausstattung der Stiftung gehören eigene Büros in Deutschland, Mexiko, Georgien und den Philippinen.
Die Verwaltungskosten der Stiftung liegen zwischen 15 und 18 Prozent, d. h. 83–85 Prozent der Spendengelder erreichen den intendierten Zweck.